# Carla Hacken
Carla Hacken (14 de março de 1961) é uma produtora estadunidense, atual co-presidente da Sidney Kimmel Entertainment. Foi indicada ao Oscar 2017 pela realização do filme Hell or High Water.

## Prêmios e indicações
- Pendente: Oscar de melhor filme, por Hell or High Water.[4]